# Cyclopina gracilis
Cyclopina gracilis – gatunek widłonoga z rodziny Cyclopinidae. Nazwa naukowa tego gatunku skorupiaków została opublikowana w 1863 roku przez niemieckiego zoologa Carla Clausa.